# Knooppunt Antwerpen-Noord
Het knooppunt Antwerpen-Noord is een Belgisch verkeersknooppunt in de Ring rond Antwerpen. De A12 (Zoomse Weg) vanuit Bergen op Zoom en de Haven van Antwerpen komt hier samen met de A1/E19 vanuit Breda. Deze wegen gaan dan over in de R1.
De vorm van het knooppunt Antwerpen-Noord lijkt het meest op een  half turbineknooppunt.

## Aansluitende wegen
| Aansluitende wegen                            | Aansluitende wegen | Aansluitende wegen                                 | Aansluitende wegen | Aansluitende wegen         |
| --------------------------------------------- | ------------------ | -------------------------------------------------- | ------------------ | -------------------------- |
| richting Haven van Antwerpen / Bergen-op-Zoom |                    |                                                    |                    | richting Breda / Rotterdam |
|                                               |                    |                                                    |                    |                            |
|                                               |                    |                                                    |                    |                            |
|                                               |                    |                                                    |                    |                            |
|                                               |                    | richting Antwerpen-Centrum / Brussel / Gent / Luik |                    |                            |

Aalbeke · Antwerpen-Centrum · Antwerpen-Haven · Antwerpen-Noord · Antwerpen-Oost · Antwerpen-West · Antwerpen-Zuid · Arquennes · Battice · Beaufays · Beveren · Bois-d'Haine · Brugge · Cerexhe · Charleroi-Nord · Charleroi-Sud · Cheratte · Daussoulx · Destelbergen · Doornik · Familleureux · Fexhe-Slins · Gent-Centrum · Gouy · Grâce-Hollogne · Groot-Bijgaarden · Hautrage · Hauts-Sarts · Heppignies · Heverlee · Hoog-Itter · Houdeng-Goegnies · Jabbeke · Jemappes · Kortrijk-West · Kortrijk-Zuid · Leonardkruispunt · Loncin · Lummen · Machelen · Marcinelle · Marquain · Merelbeke · Moorsele · Neufchâteau · Ranst · Sint-Stevens-Woluwe · Strombeek-Bever · Thiméon · Ville-sur-Haine · Vottem · Wilrijk-Valaar · Zaventem · Zwijnaarde